# Варна (железопътна гара)
Железопътна гара Варна е сред първите железопътни гари в България. Сградата е обявена за архитектурен паметник от местно значение и е построена по плана на Централната железопътната гара в Бургас и е открита на 3 март 1925 година. Тя е сред възловите гари в България (същевременно и крайна). В нея се обслужват влакове по направления до София, Шумен, Горна Оряховица, Плевен (по Железопътна линия 2) до София, до Добрич и Кардам (по Железопътна линия 29), до Карнобат и Карлово (Железопътна линия 3), до Пловдив (Железопътна линия 8), до Русе (Железопътна линия 9), както и влакове по някои международни направления през летния сезон (Будапеща).
Железопътната инфраструктура на гарата, чрез която се обслужват пътнически влакове, включва 8 коловоза, всички от които челни.

## Местоположение
Сградата на ЖП гара Варна се намира на пл. „Петко Славейков“ 1 (при кръговото кръстовище на бул. „Приморски“ и ул. „Преслав“), в близост до морския бряг, недалеч от Морската гара и Морската градина. Непосредствено до гарата и гаровия площад се намират 3 големи автобусни и тролейбусни спирки (обновени през 2005 г.) с линии до всяка точка на града и до близките курортни комплекси. За разлика от много други български градове, тя е на 3,8 км от автогарата и на 9,3 км от летището на града.

## История

### Проект
Старата сграда на варненската гара е била една от първите построени в България, тъй като от гр. Варна е тръгвала и първата жп линия в България: Русе - Варна, която е била открита на 26 октомври 1866 г.
Изграждането на днешната гара се осъществява на няколко етапа, с архитекти Никола Костов (1880-1960) (източник http://sofiapomni.com/parcel.php?id=4#2652)  и Кирил Маричков. Творческият тандем е бил готов през 1903 г. с един модерен във функционално и естетическо отношение проект за железопътната гара в Бургас. Този проект те използват и за построяването на железопътната гара във Варна. Двете сгради са еднакви в архитектурното си решение и се различават само в някои детайли на авторското ръководство – бургаският обект се ръководи от арх. Никола Костов, а варненският – от арх. Кирил Маричков.

### Строителство и експлоатация
Гарата е строена върху площ от 2100 m2. Проектът на сегашната гара Варна е изработен от арх. Никола Костов, който проучва в чужбина модерни и подходящи за нашите условия жп гари. Той стига до заключението, че най-подходящата форма е тази на буквата „Т“, с тенденция в бъдеще да се направи едно разширение, което да допълни формата на „П“. Зданието е построено така, че дългата северна фасада е обърната към града. Челната източна фасада гледа към площад „Славейков“. Строителството на приемно здание на гара Варна започва на 11 юли 1907 година след провеждането на предприемачески търг. Крайната стойност на търга е 214 000 лева. Грубият строеж, от изкопните работи до покрива, се изпълнява от български работници.
Ръководител на строежа е инж. Георги Петков. През 1912 г. министър Антон Франгя посещава закъсняващия строителен обект. Балканската, Междусъюзническата и Първата световна война забавят още повече и практически спират строителството в края на 1919 година. Строителните работи се възобновяват през 1920 – 1921 година под ръководството на инж. Георги Петков, а източното крило се строи от предприемача Тодор Капитанов. Окончателното завършване на приемното здание се осъществява от предприемача Нико Станков. Мраморът и плочките са докарани от Австрия.
Официално е открита на 3 март 1925 г. от цар Борис III, но преди това е обслужвала първата (от 26 октомври 1866 г.) жп линия между Варна и Русчук (дн. Русе). В първите години високата кула е без часовник. През 1929 г. е монтиран специално доставен от Германия часовников механизъм за часовниковата кула на сградата. Последователно е оформен и площадът пред гарата. През 1939 г. се построяват навесите на пероните и чак през 1952 г. гарата е завършена и вътрешно.
През 2004 и 2005 г. тече процес по реконструиране на сградата на гарата и на площада около нея. Правителството е осигурило средства за модернизация в размер на 6,2 млн. лева. Напълно реконструирана е покривната конструкция, подменени са електрическите, отоплителните, вентилационните и ВиК инсталациите, боядисана е фасадата и е ремонтирана часовниковата кула. Напълно преустроени са чакалнята, билетните каси, центърът за предварителна продажба на билети, кафенето (което вече се намира на изцяло нов втори етаж с галерия) и административните помещения. Добавена е система за видеонаблюдение. В границите на обновената гара се намират и обществен интернет център, павилиони за вестници и цветя, туристически и информационни бюра, изградени и за трудноподвижни лица. Обновена, тя е открита на 25 май 2005 г.

## Галерия
- ЖП Гара Варна през 1914 г.
- Гара Варна през 1930 г.
- Фасадата на гарата през 1950-те години.
- Фасадата на гарата днес
- ЖП гара Варна, изглед откъм коловозите. 7 август 2017 г.
- Картина, част от интериора на гара Варна, репрезентираща историческа част от Варна, 9 юли 2016 г.
- Паметна релефна плоча на южната фасада на ЦГ Варна относно завършването на строежа на сградата
- Релефна плоча на южната фасада на ЦГ Варна по случай 150 години от създаването на първата в България ЖП линия Русе – Варна.